# 李昶 (明朝)
李昶（1363年—1431年），字文烨，陕西泾阳人，明朝政治人物。

## 生平
洪武二十九年李昶由举人入国学。擢升为左军都事，再升户部郎中。永乐初年，被推荐特升行部右侍郎，参预营建北京。宣德年间，升为户部尚书，总督仓场，在官任上去世。